# Коптюх, Иван Никитович
Иван Никитович Коптюх (2 февраля 1942 — 7 марта 2025, Москва) — советский и российский тренер высшей категории по лёгкой атлетике. Заслуженный тренер РСФСР (1990). Заслуженный работник физической культуры Российской Федерации (2003).

## Биография
Иван Никитович Коптюх родился 2 февраля 1942 года. После окончания 10 класса средней школы переехал из Винницы в Горький. Там он окончил сначала железнодорожный техникум, а затем — педагогический институт. С ноября 1966 года женат на Ольге Ивановне Коптюх. У них есть дочь Наталья (род. 1972) и сын Пётр (род. 1974).
Иван Никитович работал тренером в клубах «Полёт», «Торпедо». В настоящее время — тренер-преподаватель по лёгкой атлетике училища олимпийского резерва № 1 Нижнего Новгорода и Центра спортивной подготовки Нижегородской области.
Наиболее известные его воспитанники:
- Наталья Садова (Коптюх) — олимпийская чемпионка 2004 года, серебряный призёр Олимпийских игр 1996 года[7],
- Николай Седюк — чемпион Европы среди молодёжи 2009 года,
- Виктория Садова — чемпионка России 2009 года среди девушек до 18 лет[8],
- Илья Коротков — чемпион России 2012 года,
- Валерий Пронкин — чемпион России 2017 года[9],
- Олеся Короткова — победительница зимнего Кубка Европы.

## Награды и звания
- Почётное звание «Заслуженный тренер РСФСР» (1990).
- Отличник физической культуры и спорта.
- Премия Нижнего Новгорода.
- Медаль ордена «За заслуги перед Отечеством» II степени (1997)[10].
- Заслуженный работник физической культуры Российской Федерации (2003)[11].
- Почётный знак «Родительская слава» (2014)[12].
- Спортивный судья всероссийской категории (2017)[13].